# WHITE ROOM (宇都宮隆のアルバム)
『WHITE ROOM』（ホワイト・ルーム）は、2000年6月21日にTRUE KiSS DiSCからリリースした宇都宮隆の5枚目のオリジナル・アルバム。

## 解説
Epic/Sony Recordsからの移籍第一弾の本作はTRUE KiSS DiSCレーベルからリリースされたが、翌月にRojam Entertainmentへ移籍。
「音楽・ビジュアル・物語・ホームページ・ライブツアー・パフォーマンスをひとまとめにすることで、テーマを表現する」という宇都宮の意向でアルバム全体が一つのストーリーに基づいたコンセプト・アルバムとなっている。「通常のコンセプト・アルバムより具体的な物語を持ち、映画のサウンドトラックより映像的にするけど、ミュージカルよりは説明的にしない」という意向から、宇都宮はその概念を「SUITE ALBUM」と例えている。
最初に取り組んだことは楽曲制作より、物語のあらすじの制作だった。あらすじが完成した後に「宇都宮に演じさせたい役・あらすじ」を既存の宇都宮のパブリックイメージを無視しながら作り上げ、徐々に役の中に宇都宮と重なる部分を見つけたり、宇都宮の中の知識と役を照らし合わせていきながら、主役の経歴・キャラクターを固めていった。具体的なエピソードを重ねて、シーンまで練り込んでいった。
「映画の脚本」とまで言っていいほどに練り込まれてから、それに沿って楽曲が制作された。メロディや歌詞に関しては宇都宮のイメージに限りなく近づけるため、サビのメロディを10以上書き直しては没にし、作詞家に対しても、「場面設定やあらすじを歌えばいいわけではない。1曲の楽曲として成立する様にしてほしい」「この曲は映像としてこう映る様にしてほしい」と指示した。場合によっては宇都宮が「この場面で、このキャラがそんな反応しちゃだめだよ」と演出家の感覚で直接修正することもあり、最終的にはクレジットこそされていないものの、全曲に宇都宮の修正が入っている。
「FLUSH」「Be Truth」はTM NETWORKのリミックス・アルバム「DRESS」でとられた方法論である「ボーカルパートはそのままで、バックトラックを一新する」アレンジが行われた。
藤井徹貫の筆によるノヴェライズ版が公式サイトのウェブショップにて販売されていた。
2013年9月11日、ソニー・ミュージックダイレクトよりBlu-spec CD2仕様で再発された。

## 収録曲
| #         | タイトル                                 | 作詞               | 作曲       | 編曲                       | 時間  |
| --------- | ---------------------------------------- | ------------------ | ---------- | -------------------------- | ----- |
| 1.        | 「OUTLAW」                               | 荒木真樹彦         | 荒木真樹彦 | 荒木真樹彦                 | 4:21  |
| 2.        | 「NAME」                                 | 牧穂エミ           | MASAKI     | MASAKI                     | 4:06  |
| 3.        | 「Reg Doll」                             | 長谷川友哉         | 長谷川友哉 | 吉俣良                     | 3:44  |
| 4.        | 「one&one/line」                         | 渡辺美佳           | 宮崎歩     | 松本晃彦                   | 6:24  |
| 5.        | 「FLUSH -Ford Fairlane mix-」            | 渡邉美佳、藤井美穂 | MASAKI     | 本田毅                     | 4:37  |
| 6.        | 「Jumping Jack Show」                    | 藤井美穂           | 荒木真樹彦 | 荒木真樹彦                 | 4:18  |
| 7.        | 「蒼 〜Sou〜」                           | 牧穂エミ           | 飯塚おさむ | 吉俣良                     | 4:15  |
| 8.        | 「NONFICTION」                           | 牧穂エミ           | 長谷川友哉 | ジョー・リノイエ、鈴川真樹 | 5:22  |
| 9.        | 「Still…」                               | 牧穂エミ           | 長谷川友哉 | ジョー・リノイエ、鈴川真樹 | 4:07  |
| 10.       | 「Be Truth -anothe take "wet wet wet"-」 | 渡邉美佳           | MASAKI     | 木原龍太郎                 | 3:01  |
| 合計時間: | 合計時間:                                | 合計時間:          | 合計時間:  | 合計時間:                  | 44:15 |

## 楽曲解説
1. OUTLAW
「大都会」「贅沢と快楽が嬌笑する不夜城」「様々な人種・職業・人生が踊る享楽の都」「そこに暮らす食うか食われるかの2種類の人間」をテーマにしている[1]。
宇都宮は「ストーリーに出てくるアウトロー達の登場シーン」をイメージしている[3]。
2. NAME
アルバムの楽曲の中で、一番最初に完成した[3]。
3. Reg Doll
タイトルの意味は「ボロボロのぬいぐるみ」である[3]。
様々な情報と人種が入り組む街にすむ人間を「Reg Doll」と例え、その街の喧騒感を表現することを目指した[3]。
4. one&one/line
「雨に濡れた歩道で出会う男と女」「それぞれが抱える苦しみ」「お互いの傷を舐めあう夜」[1]「一夜を共にするが、二人は別々の方向へ」[3]をテーマにしている。
松雪泰子とのデュエットを行っている。宇都宮は「女性シンガーは熱く歌い上げないタイプで、声に表情を出せる人」を希望し、ダメもとで松雪にお願いしたら快諾されたため、宇都宮は驚きつつも喜んだ[1]。
本楽曲の中に松雪が担当する英語の台詞があったが、1テイクでOKテイクになった。宇都宮は「全然問題ないほどの素晴らしさだった」と振り返っている[1]。
5. FLUSH -Ford Fairlane mix-
シングルバージョンよりハードロック志向のアレンジになっている[3]。
6. Jumping Jack Show
「誰も先のことはわからない。常識の内側と外側の人間達の両方が入り乱れる一夜のパーティー」という世界観を表現した[3]。
7. 蒼 〜Sou〜
「偶然の再会」というテーマから「キス」というキーワードが浮かんだ宇都宮はその世界観にどれだけ歌詞を近づけるかをテーマにした。歌詞は牧瀬に修正を頼み込む等、かなり入れ込んだ[3]。
8. NONFICTION
「男が全てを許して、認めた相手への究極の友情」をテーマにしている[3]。
宇都宮は「どういう風に僕の歌にするのか、一番難しかった」と振り返っている[3]。
9. Still...
宇都宮は「アルバムの中で、一番いつもの僕らしさがあるから、聞いている方も一番安心できるかもしれない」「シングルにしてもいい」と気に入っている[3]。
10. Be Truth -anothe take"wet wet wet"-
映画のエンディングテーマに当たる立ち位置を意識している[1]。
ローズ・ピアノだけでバックトラックが構成されているアレンジになっている[3]。

## クレジット

### レコーディングメンバー
OUTLAW
- 荒木真樹彦: Guitars, Keyboards, Chorus
- 田久保誠一: Synthesizer Programming
- Sonomi: Chorus
- 田村誠: Mixed

NAME
- MASAKI: Guitars, Chorus
- 好永立彦: Guitars
- 美久月千晴: Bass
- 山中剛: Synthesizer Programming
- みやもとかずひこ: Mixed

Reg Doll
- 狩野良昭: Guitars
- 吉俣良: Keyboards
- 北岡徹也: Synthesizer Programming
- 長谷川友哉: Chorus, Chorus arrangement
- ふじしまひろと: Protools operation
- 淺野浩伸: Mixed

one&one/line
- 松雪泰子: Performed with
- 鈴川真樹: Guitars
- 松本晃彦: Keyboards
- 森下晃: Synthesizer Programming
- おきつとおる: Mixed

FLUSH -Ford Fairlane mix-
- 本田毅: Guitars
- 本田聡: Bass
- ゆきみつのひろ: Synthesizer Programming
- M・N・R・G: Chorus
- MASAKI: Chorus arrangement
- 小寺秀樹: Mixed

Jumping Jack Show
- 荒木真樹彦: Guitars, Keyboards, Chorus
- 田久保誠一: Synthesizer Programming
- 田中邦明: Mixed

蒼 〜Sou〜
- 狩野良昭: Guitars
- 吉俣良: Keyboards
- 北岡徹也: Synthesizer Programming
- MASAKI: Chorus, Chorus arrangement
- 田中邦明: Mixed

NONFICTION
- ジョー・リノイエ: Keyboards
- 鈴川真樹: Guitars, Keyboards, Bass
- Harrie Hosotani: Synthesizer Programming, Additional Keyboards
- 田中邦明: Mixed

Still...
- ジョー・リノイエ: Keyboards
- 鈴川真樹: Guitars, Keyboards
- Harrie Hosotani: Synthesizer Programming, Additional Keyboards
- 長谷川友哉: Chorus, Chorus arrangement
- 田中邦明: Mixed

Be Truth -anothe take"wet wet wet"-
- 木原龍太郎: Fender Rhodes
- MASAKI: Chorus, Chorus arrangement
- たかはしなおや: Mixed

### スタッフ
- Producer: 宇都宮隆
- Executive Producer: 小室哲哉
- Vocal Directed
  - 伊東俊郎 (#4以外)
  - 宮崎歩 (#4)
- Recorded: 伊東俊郎, みやもとかずひこ, たかはしなおや, たなかまきこ
- Protool Operated: Harrie Hosotani
- Mastered: 鈴木浩二
- A&R: なめがいりゅういち
- Art Direction, Design: ヨツギ・ヤスノリインコーポレイション
- Photography: 内田将二
- General Producer: ごとうひろし, 北川直樹
- Supervisor: 丸山茂雄